# Kýros I.
Kýros I. (staropersky Kúrúš, novopersky کوروش‎, akkadsky Kuraš, elamsky Kuraš) byl perský král z rodu Achaimenovců, syn Teispa a bratr Ariaramna. Vládl přibližně v letech 640–600 př. n. l. v Anšanu, části držav osídlených Peršany. Kýros byl dědem zakladatele perské říše Kýra Velikého.
O osobě Kýra I. je k dispozici poměrně málo zpráv. Na tzv. Kýrově válečku se o něm mluví jako o velkém králi, králi Anšanu, potomku Teispa. Tyto údaje potvrzuje pečeť s elamským nápisem, kde se píše o Kýrovi z Anšanu, synu Teispovu. V seznamu zemí poplatných Asýrii v dobách krále Aššurbanipala je zmiňován Kuraš, král Parsumaše – ten prý poslal roku 646 nebo 639 př. n. l. do Ninive svého syna Arukku, aby zde zaplatil tribut a holdoval asyrskému panovníkovi. Kuraš bývá ztotožňován s Kýrem I., část badatelů to ale zpochybňuje.
Zdá se, že nejpozději po pádu asyrské říše se stal Kýros vazalem Médů. Vládu po jeho smrti převzal v Anšanu syn Kambýsés, první toho jména. Ve východněji položených perských krajích panoval paralelně s Kýrem jeho bratr Ariaramnés.